# Premi Oscar 2007
La 79ª edizione della cerimonia di premiazione dei Premi Oscar si è tenuta il 25 febbraio 2007 a Los Angeles, al celebre Kodak Theatre a Hollywood, che ha ospitato la manifestazione per la sesta volta. Per condurre la serata è stata scelta la presentatrice televisiva e comica statunitense Ellen DeGeneres.
Le candidature erano state annunciate il 23 gennaio al Samuel Goldwyn Theater.

## Vincitori e candidati
Vengono di seguito indicati i vincitori (in grassetto) e i candidati. Ove ricorrente e disponibile, viene indicato il titolo in lingua italiana e quello in lingua originale tra parentesi.

### Miglior film
- The Departed - Il bene e il male (The Departed), regia di Martin Scorsese
- Lettere da Iwo Jima (Letters from Iwo Jima), regia di Clint Eastwood
- Babel, regia di Alejandro González Iñárritu
- Little Miss Sunshine, regia di Jonathan Dayton e Valerie Faris
- The Queen - La regina (The Queen), regia di Stephen Frears

### Miglior regia
- Martin Scorsese - The Departed - Il bene e il male (The Departed)
- Clint Eastwood - Lettere da Iwo Jima (Letters from Iwo Jima)
- Stephen Frears - The Queen - La regina (The Queen)
- Alejandro González Iñárritu - Babel
- Paul Greengrass - United 93

### Miglior attore protagonista
- Forest Whitaker - L'ultimo re di Scozia (The Last King of Scotland)
- Leonardo DiCaprio - Blood Diamond - Diamanti di sangue (Blood Diamond)
- Ryan Gosling - Half Nelson
- Peter O'Toole - Venus
- Will Smith - La ricerca della felicità (The Pursuit of Happyness)

### Migliore attrice protagonista
- Helen Mirren - The Queen - La regina (The Queen)
- Penélope Cruz - Volver - Tornare (Volver)
- Judi Dench - Diario di uno scandalo (Notes on a Scandal)
- Meryl Streep - Il diavolo veste Prada (The Devil Wears Prada)
- Kate Winslet - Little Children

### Miglior attore non protagonista
- Alan Arkin - Little Miss Sunshine
- Jackie Earle Haley - Little Children
- Djimon Hounsou - Blood Diamond - Diamanti di sangue (Blood Diamond)
- Eddie Murphy - Dreamgirls
- Mark Wahlberg - The Departed - Il bene e il male (The Departed)

### Migliore attrice non protagonista
- Jennifer Hudson - Dreamgirls
- Adriana Barraza - Babel
- Cate Blanchett - Diario di uno scandalo (Notes on a Scandal)
- Abigail Breslin - Little Miss Sunshine
- Rinko Kikuchi - Babel

### Miglior sceneggiatura non originale
- William Monahan - The Departed - Il bene e il male (The Departed)
- Sacha Baron Cohen, Anthony Hines, Peter Baynham, Dan Mazer e Todd Phillips - Borat (Borat: Cultural Learnings of America for Make Benefit Glorious Nation of Kazakhstan)
- Alfonso Cuarón, Timothy J. Sexton, David Arata, Mark Fergus e Hawk Ostby - I figli degli uomini (Children of Men)
- Todd Field e Tom Perrotta - Little Children
- Patrick Marber - Diario di uno scandalo (Notes on a Scandal)

### Miglior sceneggiatura originale
- Michael Arndt - Little Miss Sunshine
- Guillermo Arriaga - Babel
- Iris Yamashita e Paul Haggis - Lettere da Iwo Jima (Letters from Iwo Jima)
- Guillermo del Toro - Il labirinto del fauno (El laberinto del fauno)
- Peter Morgan - The Queen - La regina (The Queen)

### Miglior film straniero
- Le vite degli altri (Das Leben der Anderen), regia di Florian Henckel von Donnersmarck (Germania)
- Dopo il matrimonio (Efter brylluppet), regia di Susanne Bier (Danimarca)
- Days of Glory (Indigènes), regia di Rachid Bouchareb (Algeria)
- Il labirinto del fauno (El laberinto del fauno), regia di Guillermo del Toro (Messico)
- Water - Il coraggio di amare (Water), regia di Deepa Mehta (Canada)

### Miglior film d'animazione
- Happy Feet, regia di George Miller
- Cars - Motori ruggenti (Cars), regia di John Lasseter e Joe Ranft
- Monster House, regia di Gil Kenan

### Miglior fotografia
- Guillermo Navarro - Il labirinto del fauno (El laberinto del fauno)
- Vilmos Zsigmond - The Black Dahlia
- Emmanuel Lubezki - I figli degli uomini (Children of Men)
- Dick Pope - The Illusionist - L'illusionista (The Illusionist)
- Wally Pfister - The Prestige

### Miglior scenografia
- Eugenio Caballero e Pilar Revuelta - Il labirinto del fauno (El laberinto del fauno)
- John Myhre e Nancy Haigh - Dreamgirls
- Jeannine Claudia Oppewall, Gretchen Rau e Leslie E. Rollins - The Good Shepherd - L'ombra del potere (The Good Shepherd)
- Rick Heinrichs e Cheryl Carasik - Pirati dei Caraibi - La maledizione del forziere fantasma (Pirates of the Caribbean: Dead Man's Chest)
- Nathan Crowley e Julie Ochipinti - The Prestige

### Migliori costumi
- Milena Canonero - Marie Antoinette
- Chung Man Yee - La città proibita (Man cheng jin dai huang jin jia, in inglese The Curse of the Golden Flower)
- Patricia Field - Il diavolo veste Prada (The Devil Wears Prada)
- Sharen Davis - Dreamgirls
- Consolata Boyle - The Queen - La regina (The Queen)

### Miglior trucco
- David Martí e Montse Ribé - Il labirinto del fauno (El laberinto del fauno)
- Aldo Signoretti e Vittorio Sodano - Apocalypto
- Kazuhiro Tsuji e Bill Corso - Cambia la tua vita con un click (Click)

### Migliori effetti speciali
- John Knoll, Hal T. Hickel, Charles Gibson e Allen Hall - Pirati dei Caraibi - La maledizione del forziere fantasma (Pirates of the Caribbean: Dead Man's Chest)
- Boyd Shermis, Kim Libreri, Chas Jarrett e John Frazier - Poseidon
- Mark Stetson, Richard R. Hoover, Neil Corbould e Jon Thum - Superman Returns

### Miglior montaggio
- Thelma Schoonmaker - The Departed - Il bene e il male (The Departed)
- Douglas Crise e Stephen Mirrione - Babel
- Steven Rosenblum - Blood Diamond - Diamanti di sangue (Blood Diamond)
- Alfonso Cuarón e Alex Rodríguez - I figli degli uomini (Children of Men)
- Clare Douglas, Richard Pearson e Christopher Rouse - United 93

### Miglior sonoro
- Michael Minkler, Bob Beemer e Willie D. Burton - Dreamgirls
- Kevin O'Connell, Greg P. Russell e Fernando Cámara - Apocalypto
- Andy Nelson, Anna Behlmer e Ivan Sharrock - Blood Diamond - Diamanti di sangue (Blood Diamond)
- John T. Reitz, David E. Campbell, Gregg Rudloff e Walt Martin - Flags of Our Fathers
- Paul Massey, Christopher Boyes e Lee Orloff - Pirati dei Caraibi - La maledizione del forziere fantasma (Pirates of the Caribbean: Dead Man's Chest)

### Miglior montaggio sonoro
- Alan Robert Murray e Bub Asman - Lettere da Iwo Jima (Letters from Iwo Jima)
- Sean McCormack e Kami Asgar - Apocalypto
- Lon Bender - Blood Diamond - Diamanti di sangue (Blood Diamond)
- Alan Robert Murray e Bub Asman - Flags of Our Fathers
- George Watters II e Christopher Boyes - Pirati dei Caraibi - La maledizione del forziere fantasma (Pirates of the Caribbean: Dead Man's Chest)

### Migliore colonna sonora
- Gustavo Santaolalla - Babel
- Thomas Newman - Intrigo a Berlino (The Good German)
- Philip Glass - Diario di uno scandalo (Notes on a Scandal)
- Javier Navarrete - Il labirinto del fauno (El laberinto del fauno)
- Alexandre Desplat - The Queen - La regina (The Queen)

### Miglior canzone
- I Need to Wake Up, musica e testo di Melissa Etheridge - Una scomoda verità (An Inconvenient Truth)
- Listen, musica di Henry Krieger e Scott Cutler e testo di Anne Preven - Dreamgirls
- Love You I Do, musica di Henry Krieger e testo di Siedah Garrett - Dreamgirls
- Our Town, musica e testo di Randy Newman - Cars - Motori ruggenti (Cars)
- Patience, musica di Henry Krieger e testo di Willie Reale - Dreamgirls

### Miglior documentario
- Una scomoda verità (An Inconvenient Truth), regia di Davis Guggenheim
- Deliver Us from Evil, regia di Amy Berg
- Iraq in Fragments, regia di James Longley
- Jesus Camp, regia di Heidi Ewing e Rachel Grady
- My Country My Country, regia di Laura Poitras

### Miglior cortometraggio
- West Bank Story, regia di Ari Sandel
- Binta y la gran idea, regia di Javier Fesser
- Éramos pocos, regia di Borja Cobeaga
- Helmer & Son, regia di Søren Pilmark
- The Saviour, regia di Peter Templeman

### Miglior cortometraggio documentario
- The Blood of Yingzhou District, regia di Ruby Yang
- Recycled Life, regia di Leslie Iwerks
- Rehearsing a Dream, regia di Karen Goodman
- Two Hands: The Leon Fleisher Story, regia di Nathaniel Kahn

### Miglior cortometraggio d'animazione
- The Danish Poet, regia di Torill Kove
- Stu - Anche un alieno può sbagliare (Lifted), regia di Gary Rydstrom
- La piccola fiammiferaia, regia di Roger Allers
- Maestro, regia di Géza M. Tóth
- Una ghianda è per sempre (No Time for Nuts), regia di Chris Renaud e Mike Thurmeier

## Premi speciali

### Premio alla carriera
- Ennio Morricone, per i suoi "magnifici e sfaccettati contributi nell'arte della musica per film".

### Premio umanitario Jean Hersholt
- Sherry Lansing